# 연제고등학교
연제고등학교(蓮堤高等學校)는 대한민국 부산광역시 연제구 연산동에 위치한 공립 고등학교이다.

## 학교 연혁
- 2005년 10월 15일 : 연제고등학교 설립인가
- 2006년 3월 3일 : 제1회 입학식
- 2006년 11월 10일 : 태권도부 창단
- 2011년 4월 19일 : 자율형 공립고등학교 운영 지정 (2012.03.01.~2017.02.28. 5년간)
- 2012년 5월 3일 : 선진형 교과교실제 운영 지정 (2013.03.01~2016.02.28. 3년간)
- 2016년 10월 28일 : 자율형 공립고등학교 운영 재지정 (2017.03.01.-2022.02.28. 5년간)
- 2017년 9월 26일 : 학교내 무한상상실 운영학교 선정
- 2022년 9월 1일 : 제7대 김광수 교장 취임
- 2025년 2월 6일 : 제17회 졸업식 (졸업생 197명, 졸업생 누계 4,268명)
- 2025년 3월 4일 : 제20회 입학식(신입생 199명)

## 참고 자료
- 연제고등학교 - 한국교육학술정보원 학교알리미